# Jakaranda
Jakaranda (Jacaranda mimosifolia) är en trädart i familjen katalpaväxter från Argentina, Brasilien, Paraguay och Uruguay. Trädet, vars krona blir nästan helt blålila under blomperioden, är vanligt förekommande längs gator och i parker i bland annat Mexico City, Montevideo och Buenos Aires. 

## Synonymer
- Jacaranda chelonia Griseb.
- Jacaranda filicifolia D.Don
- Jacaranda filicifolia var. puberula K.Schum.
- Jacaranda ovalifolia R.Br.